# Gérard Rousset
Gérard Georges Victor Rousset (Valence, 9 de abril de 1921-Vesoul, 3 de febrero de 2000) fue un deportista francés que compitió en esgrima, especialista en la modalidad de espada. Ganó una medalla de plata en el Campeonato Mundial de Esgrima de 1953 en la prueba por equipos.

## Palmarés internacional
| Campeonato Mundial | Campeonato Mundial | Campeonato Mundial | Campeonato Mundial |
| Año                | Lugar              | Medalla            | Prueba             |
| ------------------ | ------------------ | ------------------ | ------------------ |
| 1953               | Bruselas (Bélgica) | Medalla de plata   | Espada por equipos |